# Wilhelm Post
Wilhelm Carl Johann Diederich Post (* 4. September 1852 in Hagen; † 4. Mai 1896 in Hagen) war ein Fabrikbesitzer in Hagen.

## Leben

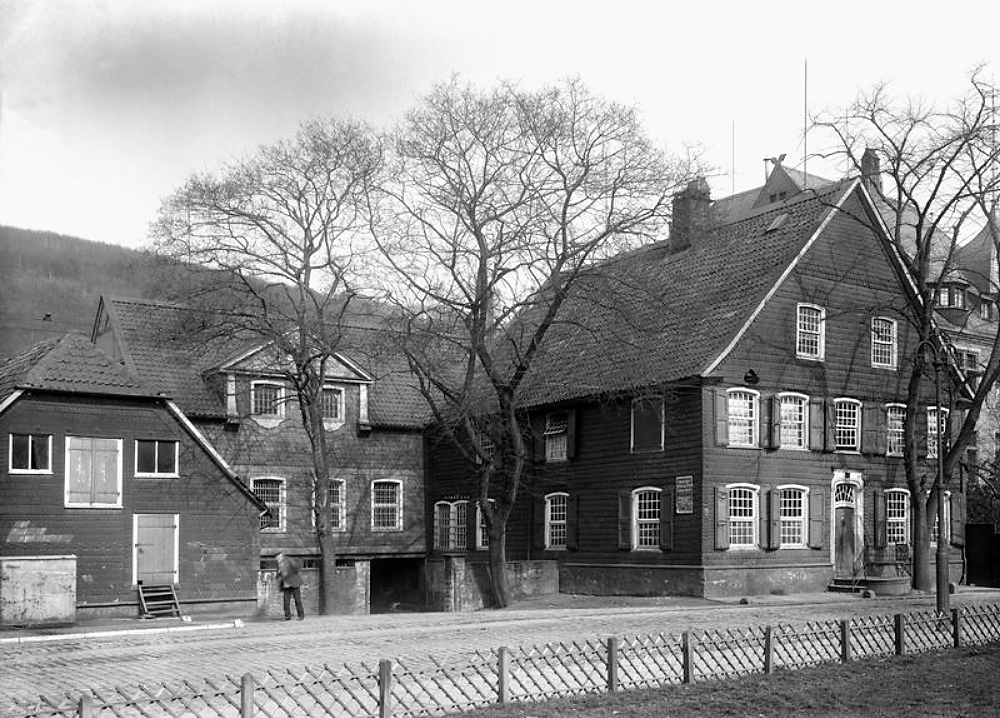
Haus der Hammerfamilie Post in Hagen-Eilpe

Wilhelm Carl Johann Diederich Post war Sohn des Kommerzienrates Friedrich Wilhelm Post (1798–1865) und Bertha Eleonore Conradine geb. Vorster (1822–1890). Seine Vorfahren hatten in Wehringhausen ein Hammerwerk betrieben. 1758 gründete Johann Caspar Post im heutigen Stadtteil Eilpe ein Rohstahl-Hammerwerk, das unter Johann Diedrich Post, der es 1786 von seiner verwitweten Mutter übernahm, zu einem Unternehmen für Stahl- und Eisenwaren mit Weltruf expandiert war. In den 1830ern erlebte es seinen Höhepunkt.
Wilhelm Carl Johann Diederich Post übernahm dieses Unternehmen.
Der Ingenieur Adolf Bechem (1852–1904) hatte 1878 die erste Niederdruck-Dampfheizung in Hagen gebaut. 1881 wollte Post mit Bechem eine Fabrik für Zentralheizungen gründen. Dazu vermietete er 1893 sein Unternehmen. Sie entwickelten einen elektro-pneumatischen Wärmetelegraph und verbesserten das Schmiedefeuer mit Wasserstaub.
1881 hatte er Auguste Amalie Alice, geb. Elbers geheiratet, mit der er fünf Töchter und einen Sohn hatte. Ihre Tochter Agnes Hedwig Bertha Post (1884–1950) heiratete Adolar Edwin Klein. 1892 war ihre Villa Post bezugsfertig.